# Andrzej Krzeptowski

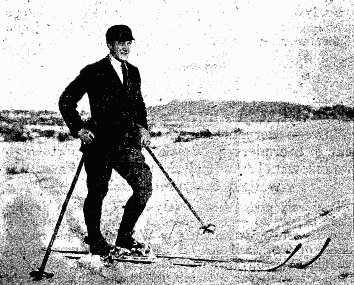
Krzeptowski, 1922.

Andrzej Krzeptowski, född 29 juli 1903 i Zakopane i Österrike-Ungern (nuvarande Polen), död 26 februari 1945 i Kraków, var en polsk vinteridrottare. Han var aktiv inom längdåkning, nordisk kombination och backhoppning under 1920-talet. Han representerade SN PTT 1907 Zakopane.

## Karriär
Andrzej Krzeptowski vann nio guldmedaljer i polska mästerskap i perioden 1922 till 1929. Han vann nordisk kombination 1922, 1923 och 1926, backhoppning 1923 och 1926, alpint (slalom) 1923 och 18 km längdskidåkning 1923 och 1924, dessutom 4 x 10 km stafett 1929.
Krzeptowski deltog i olympiska vinterspelen 1924 i Chamonix i Frankrike. Han tävlade i samtliga nordiska grenar. I nordisk kombination blev Krzeptowski nummer 20 i längdåkningen och nummer 17 i backhoppningen och slutade på 19:e plats totalt. Krzeptowski tävlade också i 18 kilometer längdåkning, där han slutade på 28:e plats. I backhoppningen slutade han på 21:a plats under samma olympiska spel.
Vid olympiska vinterspelen 1928 i Sankt Moritz i Schweiz tävlade Krzeptowski i backhoppning. Han slutade på en 27:e plats.
I Skid-VM 1927 i Cortina d'Ampezzo i Italien blev Krzeptowski nummer 9 i nordisk kombination och nummer 18 i backhoppning. Under Skid-VM 1929 på hemmaplan i Zakopane blev han nummer nitton i 18 km längdskidåkning och nummer 27 i backhoppning.

## Övrigt
Andrzej Krzeptowskis roll under andra världskriget är inte fullständigt klarlagd. Han har anklagats för samarbete med tyskarna, medan andra hävdar att han arbetade för polska motståndsrörelsen. Han tillfångatogs av röda armén vid befrielsen av Polen. Krzeptowski avled 26 februari 1945 vid St. Lazarus sjukhus i Kraków. Omständigheterna kring dödsfallet är inte helt klarlagda, men han uppges ha förgiftat sig själv. Andrzej Krzeptowski har en kusin vid samma namn (1902–1981) som också deltog i olympiska spelen 1928.